# 费拉勒莱科比耶尔
费拉勒莱科比耶尔（法語：Ferrals-les-Corbières，法語發音：[fɛʁal le kɔʁbjɛʁ]）是法国奥德省的一个市镇，属于纳博讷区。该市镇2009年时的人口为1,192人。

## 人口
费拉勒莱科比耶尔人口变化图示
| 数据来源：INSEE |